# Renovadores por la base
Renovadores por la base fue el nombre con el que se autodenominó la corriente interna de dirigentes del Partido Socialista Obrero Español de la Comunidad de Madrid (PSOE) que protagonizó la política socialista de esa región entre 1994 y 2003. Su fuerza, dependiendo de las épocas, se ha estimado entre un 7 y un 10 por ciento, llegando a alcanzar en algunos momentos un 20 por ciento de los votos.
El grupo estaba liderado por José Luis Balbás, secretario general entre 1991 y 1997 de la Agrupación Socialista de Buenavista, del distrito madrileño de Salamanca, dedicado a negocios de consultoría internacional. Hasta junio de 2003, cuando fue expulsado del partido, compaginó ese trabajo con puestos orgánicos del PSOE en Madrid. En el año 2000, Balbás aseguró que el apoyo de los renovadores por la base a José Luis Rodríguez Zapatero fue clave para su elección como secretario general del PSOE. En 2003, dos de sus miembros, Eduardo Tamayo y María Teresa Sáez, fueron protagonistas de un escándalo político, ya que, con su ausencia en la sesión de investidura celebrada tras las elecciones a la Asamblea de Madrid de mayo de 2003, impidieron a su compañero de partido Rafael Simancas ser elegido presidente de la Comunidad de Madrid.

## Trayectoria
El primer posicionamiento relevante de renovadores por la base fue en 1994 en el VII Congreso de la Federación Socialista Madrileña cuando apoyaron al sector "guerrista" y a Juan Barranco frente a la candidatura que encabezaba Joaquín Leguina para liderar la organización. En un principio sus votos no llegaban al 10 % de los de la Federación. Balbás explicó esta alianza con el argumento de que Leguina quería excluir al sector. El VII Congreso se cerró con un acuerdo global que permitió a todos los sectores del socialismo madrileño (renovadores,guerristas, Izquierda Socialista y renovadores por la base) formar parte de la dirección que obtuvo el respaldo del 86,4 % de delegados.
En octubre de 1997 se celebró el VIII Congreso de la FSM y los renovadores de base pactaron con los llamados "renovadores oficialistas" de Leguina una lista conjunta contra los "guerristas" con los que habían pactado tres años antes. Los renovadores por la base apoyaron entonces a Jaime Lissavetzky, del sector oficialista y próximo a Joaquín Leguina, como secretario general. El cambio de rumbo les permitió ganar el congreso y situar a uno de sus representantes, Ignacio Díez, como secretario de organización de la Federación Socialista Madrileña.
Ocho meses, en junio de 1998 el grupo pactó de nuevo con el llamado "sector guerrista" apoyando a Fernando Morán para la candidatura al Ayuntamiento de Madrid. Se convirtió así en el candidato socialista a la alcaldía de la capital en las municipales de 1999, aunque sin éxito frente al candidato del Partido Popular José María Álvarez del Manzano.
En julio de 2000 los Renovadores por la base apoyaron la elección del candidato de Nueva Vía José Luis Rodríguez Zapatero en el 35 Congreso Nacional del PSOE y Eduardo Tamayo miembro del grupo que en 2003 adquirió notoriedad por el llamado "tamayazo" que impidió la elección de Rafael Simancas como presidente de la Comunidad Autónoma de Madrid, fue el apoderado jurídico de Rodríguez Zapatero en la citada convención.
En noviembre de 2000, en el IX Congreso de la FSM, los renovadores por la base se presentaron con un candidato, José Antonio Díaz, avalado oficiosamente por el nuevo secretario general del PSOE. Ganó el candidato guerrista, Rafael Simancas; sin embargo, este, con afán integrador y de cerrar las crisis de la FSM, incluyó en la Ejecutiva a dos destacados representantes de los renovadores por la base: el candidato derrotado, José Antonio Díaz, y Eduardo Tamayo, a quien le entregó la gestión del área de Medio Ambiente y que, seis meses después, sería uno de los diputados autonómicos tránsfugas protagonistas del "Tamayazo". 

### "Tamayazo"
Los renovadores por la base tuvieron cuatro miembros en las listas de la FSM a las elecciones autonómicas de la Comunidad de Madrid en mayo de 2003. Además de Díaz y Tamayo, aparecían otros dos nombres vinculados a José Luis Balbás: el del secretario general de la agrupación socialista de Buenavista, Eustaquio Jiménez, que había sustituido en 1997 al frente de la agrupación a Balbás y el de María Teresa Sáez.
Eduardo Tamayo y María Teresa Sáez fueron los dos diputados que el 10 de junio de 2003 no se presentaron a votar, dejaron a su partido en minoría e impidieron así que Rafael Simancas lograra la presidencia regional, situación que se conoció popularmente como "tamayazo". Según Balbás, "Iba a ser un pulso político diseñado por Tamayo para que nos dieran las cuatro consejerías que nos habían prometido”.